# 埃尔赫南·赫尔普曼
埃尔赫南·赫尔普曼（希伯來語：‎，羅馬化：Elhanan Helpman，1946年3月30日—）是一名以色列经济学家。他的研究主要集中在国际贸易，经济增长和贸易政策的政治经济学。他经常与吉恩·格罗斯曼合作。赫尔普曼是新贸易理论和内生增长理论的创始人之一，这两个理论都强调规模经济和不完全竞争的经济体系。在政治经济学领域，他的研究重点是游说团体和政客之间的互动如何塑造贸易政策。他还研究了国际贸易和企业组织之间的关系。

## 生平
赫尔普曼出生于現屬吉爾吉斯的苏联賈拉拉巴德，后来全家搬到了波兰，在那里他参加了犹太学校。后来他的家人移民到以色列，在那里他完成了小学和中学。最初，他想学工程，但在1963年至1966年服兵役期间，他阅读了保罗·萨缪尔森的《经济学》后，决定学习经济学。1969年他获特拉维夫大学经济学和统计学学位，后继续在特拉维夫大学攻读教育和经济学硕士，1971年毕业，1974年获美国哈佛大学经济学博士学位。之后他回到以色列，1974年至2004年是特拉维夫大学教师。自1997年以来，他也兼任哈佛大学经济学教授。